# Classe Aquastrada TMV 47
La classe Aquastrada TMV 47 è composta dai monocarena veloci (di categoria DSC) Nautilus e Salerno Jet, un tempo in servizio per Adriatica di Navigazione con i nomi di Pacinotti e Marconi, dal monocarena della Caremar Isola di San Pietro e del monocarena Medmar Donata della Medmar.

## Unità della classe
| Nome                | Immagine | Varo | Cantiere                  | Entrata in servizio | Rotta                          | Numero IMO | Proprietario                          | Note                                    |
| ------------------- | -------- | ---- | ------------------------- | ------------------- | ------------------------------ | ---------- | ------------------------------------- | --------------------------------------- |
| Nautilus            |          | 1992 | Rodriquez Cantieri Navali | 1992                | Messina-Villa San Giovanni     | 9017575    | Righetti Navi (In noleggio a Blu Jet) | ex Don Paolo per Alilauro Gru.So.N      |
| Salerno Jet         |          | 1992 | Rodriquez Cantieri Navali | 1992                | Golfo di Napoli                | 9017563    | Navigazione Libera del Golfo          | ex Marconi per Adriatica di Navigazione |
| Isola di San Pietro |          | 1993 | Rodriquez Cantieri Navali | 1993                | Golfo di Napoli                | 8868472    | Caremar                               |                                         |
| Medmar Donata       |          | 1998 | Rodriquez Cantieri Navali | 1998                | In disarmo invernale a Messina | 9111345    | Medmar                                | Ex Princess of Dubrovnik                |